# Samuel Lewis Southard
Samuel Lewis Southard (Basking Ridge, 9 giugno 1787 – Fredericksburg, 26 giugno 1842) è stato un politico statunitense.

## Biografia
Fu il settimo Segretario della marina statunitense durante la Presidenza di James Monroe prima e nel corso della presidenza di John Quincy Adams poi.
Nato nello stato del New Jersey, figlio di Henry Southard e fratello di Isaac Southard, studiò inizialmente alla Brick Academy continuando all'Università di Princeton e laureandosi nel 1804. Eletto al Senato in occasione delle dimissioni di James J. Wilson, ricoprì tale carica per poco più di due anni, dal 26 gennaio 1821, al 3 marzo 1823. Durante questo periodo, fu uno dei membri attivi del compromesso del Missouri.